# Onthophagus signaticollis
Onthophagus signaticollis là một loài bọ cánh cứng trong họ Bọ hung (Scarabaeidae).